# Chesnee
Chesnee è una città di 1.107 abitanti degli Stati Uniti d'America situata nelle contee di Cherokee e Spartanburg nello Stato della Carolina del Sud.